# Justizministerium (Polen)
Das Justizministerium (polnisch Ministerstwo Sprawiedliwości, abgekürzt MS) ist eine oberste Behörde der Republik Polen, welche für die Gestaltung der Regierungsverwaltung im Bereich Justiz zuständig ist. Der Justizminister ist gemäß der polnischen Verfassung auch Mitglied der Krajowa Rada Sądownictwa (deutsch Landesjustizrat).
Zudem ist der Justizminister, wie im Zeitraum vom 31. März 1990 bis zum 30. März 2010, seit dem 4. März 2016 auch wieder Generalstaatsanwalt. Vom 31. März 2010 bis zum 3. März 2016 existierte die Generalstaatsanwaltschaft als eigenständige Behörde, welche vom Justizministerium sowie der Regierungsverwaltung getrennt war.

## Kompetenzen
Folgende Verordnung definiert den Kompetenzbereich des Justizministers:
- Der Minister leitet den Bereich Justiz in der Regierungsverwaltung.
- Der Minister verfügt über die Haushaltsbereiche von ordentlichen Gerichten sowie Justiz.

Unter dem Justizbereich fallen:
- Gerichtswesen
- Staatsanwaltschaft, Notariate, Anwälte und Rechtsbeistände
- Strafvollstreckung

Des Weiteren gewährleistet er die Vorbereitung von Projekten zur Kodifizierung des Zivilrechts, darunter Familien- und Strafrecht.